# Interstate 405 (Oregon)
Die Interstate 405 (kurz I-405) ist ein Interstate Highway in den Vereinigten Staaten. Sie bildet eine Umgehungsstrecke der Interstate 5 um das Stadtzentrum von Portland.

## Geschichte
Die Bauarbeiten an der Interstate 405 begannen im Jahr 1964. Der größte Teil der Strecke öffnete am 25. Februar 1969 und der Abschnitt der Fremont Bridge am 11. November 1973. Die Baukosten der gesamten Strecke betrugen insgesamt 121 Millionen Dollar.

## Verlauf
Nach der Abzweigung von der Interstate 5 verläuft die I-405 zunächst in östlicher Richtung. Nach dem Passieren der Portland State University führt sie in Richtung Norden. Kurz darauf trifft die Interstate auf den U.S. Highway 26 an der Exit 1C.
Die Straße nutzt ab der Exit 3 die Trasse gemeinsam mit dem U.S. Highway 30. Nach dem Kreuz überquert die Interstate 405 den Willamette River auf der Fremont Bridge, bevor sie an der Interstate 5 endet.